# Кирьянов, Виктор Николаевич
Виктор Николаевич Кирьянов (род. 29 декабря 1952, Тихвин, Ленинградская область) — российский государственный деятель, заместитель министра внутренних дел Российской Федерации по безопасности на транспорте (2011—2015), генерал-полковник полиции.
Кандидат юридических наук, Заслуженный работник транспорта Российской Федерации, Почетный гражданин города Тихвин. Награждён Почётной грамотой Президента Российской Федерации.

## Биография
Виктор Николаевич Кирьянов родился 29 декабря 1952 года в городе Тихвине Ленинградской области.
С окончанием школы работал слесарем Тихвинского автотранспортного предприятия № 149.
С 1972 по 1974 годы служил в рядах Советской Армии, после чего поступил на службу в ГАИ ОВД Тихвинского горисполкома Ленинградской области и с 1974 по 1977 годы работал на должности инспектора дорожного надзора ГАИ ОВД Тихвинского горисполкома Ленинградской области, с 1977 по 1979 годы — на должности инспектора дознания взвода дорожного надзора милиции ОВД Тихвинского горисполкома Ленинградской области и с 1979 по 1981 годы — на должности госавтоинспектора отделения ГАИ ОВД Тихвинского горисполкома Ленинградской области.
В 1981 году Виктор Николаевич Кирьянов перешёл на службу в структуры ГАИ и до 1983 года работал на должности старшего госавтоинспектора межрайонной экзаменационной группы по обслуживанию Тихвинского и Бокситогорского районов ГАИ ОВД Тихвинского горисполкома Ленинградской области.
В 1983 году закончил Северо-Западный заочный политехнический институт.
С 1983 по 1989 годы работал на должности старшего госавтоинспектора межрайонной регистрационно-экзаменационной группы по обслуживанию Тихвинского и Бокситогорского районов ГАИ ОВД Тихвинского горисполкома Ленинградской области, с 1989 по 1993 годы на должности начальника межрайонного регистрационно-экзаменационного отделения по обслуживанию Тихвинского и Бокситогорского районов ГАИ ОВД Тихвинского горисполкома Ленинградской области, с 1993 по 1994 годы — на должности начальника межрайонного регистрационно-экзаменационного отделения ГАИ при ГУВД Ленинградской области по обслуживанию Бокситогорского, Тихвинского районов и города Пикалёво, а с 1994 по 1996 годы — на должности начальника отдела по регистрационно-экзаменационной работе управления ГАИ ГУВД Санкт-Петербурга и Ленинградской области.
27 июня 1996 года Виктор Николаевич Кирьянов был назначен на должность заместителя начальника УГАИ ГУВД Санкт-Петербурга и Ленинградской области.
С 1999 по 2000 годы работал на должности заместителя начальника УГАИ ГУВД Санкт-Петербурга и Ленинградской области по регистрационно-экзаменационной работе и службе автотехнической инспекции, а с 2000 по 2001 годы — на должности начальника УГИБДД ГУВД Санкт-Петербурга и Ленинградской области.
С октября 2001 года по март 2003 года работал на должности заместителя начальника Главного управления ГИБДД МВД России — начальника управления организации деятельности дорожно-патрульной службы и розыска.
18 марта 2003 года Виктор Кирьянов был назначен на должность заместителя начальника Службы общественной безопасности (СОБ) МВД России — начальника Главного управления ГИБДД СОБ МВД России, занимал эту должность до 2004 года.
В августе 2003 года Кирьянов был избран членом президиума Российского союза автостраховщиков.
В 2004 году с переименованием ГИБДД в Департамент по обеспечению безопасности дорожного движения МВД России Виктор Кирьянов был назначен на должность начальника: с 2004 года по январь 2011 года занимал должность начальника ДОБДД МВД России — главного государственного инспектора безопасности дорожного движения РФ.
31 января 2011 года указом Президента РФ Виктор Николаевич Кирьянов был назначен на должность заместителя министра внутренних дел по безопасности на транспорте.
18 февраля 2012 года был переизбран Президентом Российской Автомобильной Федерации на третий срок. Он управляет ей с 2003 года.
11 декабря 2015 год освобождён от должности заместителя министра внутренних дел Российской Федерации указом Президента РФ.
С мая 2016 года по настоящее время — управляющий директор по инфраструктурным проектам Государственной корпорации Ростех.

## Международные санкции
28 июня 2022 года на фоне вторжения РФ на Украину был внесён в санкционный список США «против 100 целей путинской военной машины» как лицо, связанное с «Ростехнологиями».
9 августа 2022 года Кирьянов попал в санкционный список Канады «близких соратников режима, которые являются соучастниками агрессии российского режима против Украины». Также по аналогичным основаниям находится в санкционных списках Украины и Великобритании.

## Награды
- Орден «За заслуги перед Отечеством» IV степени
- Орден Александра Невского
- Орден Почёта
- Орден «За личное мужество»
- Медаль ордена «За заслуги перед Отечеством» II степени
- Медаль Жукова
- Юбилейная медаль «50 лет Победы в Великой Отечественной войне 1941—1945 гг.»
- Медаль «В память 850-летия Москвы»
- Медаль «За строительство Байкало-Амурской магистрали»
- Медаль «За безупречную службу» I, II и III степени
- Заслуженный работник транспорта Российской Федерации
- Почётная грамота Президента Российской Федерации
- Медаль «За доблесть в службе» (МВД России)
- Медаль «200 лет МВД России»
- Медаль «За боевое содружество» (ФСБ России)
- Медаль «200 лет Министерству обороны»
- Почётный гражданин Ленинградской области, 2014 год[10]
- Орден Святого благоверного князя Даниила Московского II степени, 2004 год.
- Орден Святого благоверного великого князя Димитрия Донского II степени, май 2005 года
- Лауреат Всероссийской премии «Хранители наследия»
- Международная премия «Вера и Верность», 2007 год[11]
- Медаль «За укрепление парламентского сотрудничества» (27 ноября 2014 года, Межпарламентская ассамблея СНГ) — за активное участие в подготовке и проведении пятого международного конгресса «Безопасность на дорогах ради безопасности жизни», вклад в развитие сотрудничества между государствами — участниками Содружества Независимых Государств[12].
- Юбилейная медаль «МПА СНГ. 25 лет» (13 октября 2017 года, Межпарламентская ассамблея СНГ) — за заслуги в деле развития и укрепления парламентаризма, за вклад в развитие и совершенствование правовых основ функционирования Содружества Независимых Государств, укрепление международных связей и межпарламентского сотрудничества[13].

## ДТП и нарушения правил дорожного движения
12 февраля 2008 года в Москве в районе дома № 1 на улице Солянка произошло ДТП с участием автомобиля Кирьянова, в ходе которого автомобиль пересёк двойную сплошную линию и наехал на москвичку Елену Федотову, которая, в свою очередь, переходила дорогу в неположенном месте — в 150 метрах от пешеходного перехода. Пострадавшая была госпитализирована в отделение нейрохирургии с черепно-мозговой травмой и повреждением бедра и вскоре признала свою вину.
В апреле 2011 года члены общества «Синие ведерки» выложили в интернет видео, на котором видно, что автомобиль с номерами, числящимися за заместителем министра внутренних дел РФ Виктором Кирьяновым чуть не спровоцировал аварию на встречной полосе Рублевского шоссе.
Тогда же «Синие ведерки» сообщили о том, что Кирьянов ездит на автомобиле с подменными номерами а также обвинили сотрудников возглавляемого Кирьяновым департамента безопасности дорожного движения в неоднократном нарушении правил дорожного движения
В мае 2012 года автомобиль, закрепленный за Кирьяновым, в центре Москвы на встречной полосе со включенным спецсигналом попал в аварию. Впоследствии виновником аварии был признан водитель Кирьянова
24 мая 2013 активист ФАР Вадим Коровин, по его словам, «не пропустил замминистра внутренних дел Кирьянова, объезжающего пробку по встречке» на Рублевском шоссе, за что был задержан на двое суток за, по словам на пресс-службы ГУ МВД по Московской области, «непредоставление преимущества спецтранспорту, наезд на сотрудника ГИБДД и попытку скрыться после совершения ДТП». Кроме того, пресс-служба ГУ МВД заявила, что у Коровина не оказалось некоторых регистрационных документов на автомобиль, а также при проверке выяснилось, что он не оплатил 22 штрафа за нарушения ПДД. «Источники в МВД» сообщили изданию Life.news что «Кирьянов в момент инцидента находился в другом городе, однако сейчас именно ему поручено разбираться с его последствиями». По утверждению координатора московского отделения ФАР Андрея Филина, очевидцы не подтвердили факт наезда на инспектора ГИБДД. 25 мая Коровина отпустили из полиции, не предъявив никаких обвинений, при этом оказалось, что неоплаченный штраф только один, извещение о котором пришло за сутки до инцидента.